# بیب سیتی (جورجیا)
بیب سیتی (به انگلیسی: Bibb City) یک منطقهٔ مسکونی در ایالات متحده آمریکا است که در شهرستان موسکوگی، جورجیا واقع شده‌است. بیب سیتی ۰٫۴ کیلومتر مربع مساحت و ۶۴۸ نفر جمعیت دارد و ۱۰۳ متر بالاتر از سطح دریا واقع شده‌است.